# Municipios Autónomos Rebeldes Zapatistas
Los Municipios Autónomos Rebeldes Zapatistas (MAREZ) fueron pequeños territorios bajo control de las bases de apoyo zapatistas en el estado mexicano de Chiapas, declarados en diciembre de 1994 hasta el 5 de noviembre de 2023. El EZLN como estructura militar dice no mantener una participación en dichos espacios de "auto gobierno", pues dicen que en sus principios no está la toma del poder, por lo que ningún mando o miembro del Comité Clandestino Revolucionario Indígena puede ocupar cargos de autoridad o gobierno en estos espacios.
Estas localidades, se encontraban dentro de los municipios oficiales, varias incluso dentro del mismo municipio como en el caso de San Andrés Larrainzar y Ocosingo. Los MAREZ se coordinan mediante Consejos Autónomos y sus principales objetivos fueron promover la educación y la salud en sus territorios. También lidiaban con problemas de tierras, trabajo y de comercio, asuntos de vivienda y alimentación, promovían la cultura (sobre todo, la lengua y las tradiciones) y también se encargaban de administrar justicia.

## Antecedentes
Un grupo armado, formado en su gran mayoría por indígenas del sur de México en Chiapas, se rebelaron en 1994, parcialmente en respuesta a la firma del NAFTA o Tratado de Libre Comercio de América del Norte, reclamando sus tierras en lo que llamaron la "guerra contra el olvido" del Ejército Zapatista de Liberación Nacional. Establecieron así varias localidades en rebeldía que operan aparentemente fuera de la ley mexicana y en los que se tiene como objetivo el desarrollo local entre comunidades.
Un año después Ernesto Zedillo, presidente de México, firmó con el EZLN los Acuerdos de San Andrés por los que se otorgaban derechos, incluyendo autonomía a los pueblos indígenas de México y se atendían las demandas en materia de justicia e igualdad para los pobres del país. Sin embargo, una vez que no se reconoció el derecho a la autodeterminación de los pueblos originarios, los zapatistas optaron por la construcción de la autonomía en los "territorios rebeldes".

## Distribución
Se nombraron una serie de autoridades para que se encargaran de cumplir con el mandato de las comunidades de las que se promovieron y fortalecieron vínculos para así formar municipios y entre éstos para construir unidades más grandes que en una primera etapa se llamaron "los Aguascalientes", título usado para nombrar al lugar donde se realizó la Convención Nacional Democrática el 8 de agosto de 1994, convocada por el EZLN, este nombre se le dio en alusión al lugar donde se llevó a cabo la alianza de los ejércitos de Emiliano Zapata y Francisco Villa en 1914.
Desde el 2003 los MAREZ se coordinaron en agrupaciones más pequeñas denominadas caracoles cada una estaba conformada por un número variable de MAREZ. Estos organismos fueron creados para cumplir funciones de coordinación y vigilancia, donde se incluye la distribución equitativa de los apoyos que la sociedad civil organizada quería hacer llegar. 
| MAREZ | Caracol                                           | Nombre Anterior (Aguascalientes) | Grupos indígenas                   | Zona y Municipios en los que se encuentran                                   |
| - General Emiliano Zapata - San Pedro de Michoacán - Libertad de los Pueblos Mayas - Tierra y Libertad                                                             | Madre de los caracoles del mar de nuestros sueños | La Realidad                      | tojolabales, tzeltales y mames     | Selva Fronteriza. "Ocosingo, Marques de Comillas"                            |
| - 17 de noviembre - Primero de Enero - Ernesto Che Guevara - Olga Isabel - Lucio Cabañas - Miguel Hidalgo - Vicente Guerrero                                       | Torbellino de nuestras palabras                   | Morelia                          | tseltales, tsotsiles y tojolabales | Tzots Choj Altamirano, Comitán                                               |
| - Francisco Gómez - San Manuel - Francisco Villa - Ricardo Flores Magón                                                                                            | Resistencia hacia un nuevo amanecer               | La Garrucha                      | tzeltales                          | Selva Tzeltal "Ocosingo, Altamirano"                                         |
| - Vicente Guerrero - Del Trabajo - La Montaña - San José en Rebeldía - La Paz - Benito Juárez - Francisco Villa                                                    | Que habla para todos                              | Roberto Barrios                  | choles, zoques y tzeltales         | Zona Norte de Chiapas San Andrés Larrainzar, El Bosque, Simojovel de allende |
| - San Andrés Sacamch’en de los Pobres - San Juan de la Libertad - San Pedro Polhó - Santa Catarina - Magdalena de la Paz - 16 de Febrero - San Juan Apóstol Cancuc | Resistencia y rebeldía por la humanidad           | Oventic                          | tsotsiles y tseltales              | Altos de Chiapas, San Andrés Larrainzar, Teopisca.                           |
| Fuente: Hidalgo, Onésimo y Castro Soto, Gustavo. Cambios en el EZLN. CIEPAC, 2003.                                                                                 |                                                   |                                  |                                    |                                                                              |

| CRAREZ                                                                     | Caracol                                                                     | Antiguo nombre (Aguascalientes) | Zona y municipios en los que se encuentran |
| -------------------------------------------------------------------------- | --------------------------------------------------------------------------- | ------------------------------- | ------------------------------------------ |
| Pasos de la historia, por la vida de la humanidad                          | El corazón del colectivo semillas rebeldes, memoria del camarada Galeano    | La Unión                        | San Quintín                                |
| Semilla que florece con la conciencia de quienes luchan eternamente        | Espiral digna tejiendo los colores de la humanidad en memoria de los caídos |                                 |                                            |
| Nuevo amanecer en resistencia y rebelión por la vida y la humanidad        | Floreciendo la semilla rebelde                                              | El Poblado Patria Nueva         | Ocosingo                                   |
| El pensamiento rebelde de los pueblos originarios                          | En honor a la memoria del camarada Manuel                                   | Dolores Hidalgo                 | Ocosingo                                   |
| La luz que brilla sobre el mundo                                           | Resistencia y rebelión, un nuevo horizonte                                  | El Poblado Nuevo Jerusalén      | Ocosingo                                   |
| Corazón de nuestras vidas para el nuevo futuro                             | Raíz de las resistencias y rebeliones por la humanidad                      | Ejido Jolj’a                    | Tila                                       |
| Flor de nuestra palabra y luz de nuestro pueblo que se refleja para todos. | Jacinto Canek                                                               | Comunidad del CIDECI-Unitierra  | San Cristóbal de las Casas                 |

## Gobierno

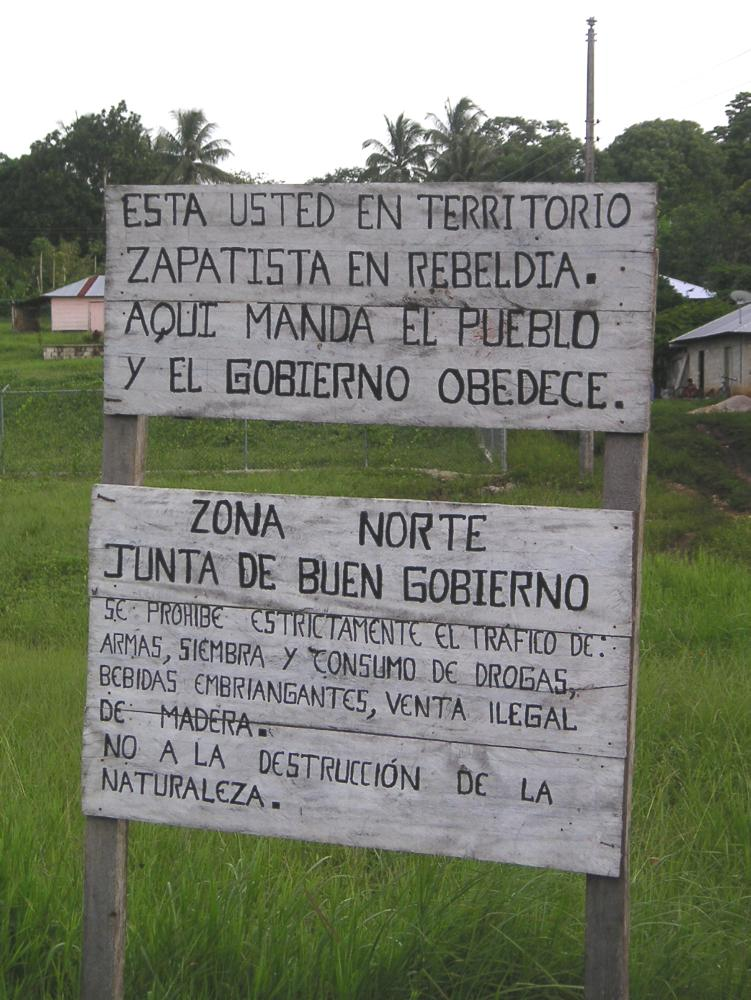
Letrero a la entrada a la zona de influencia del EZLN.

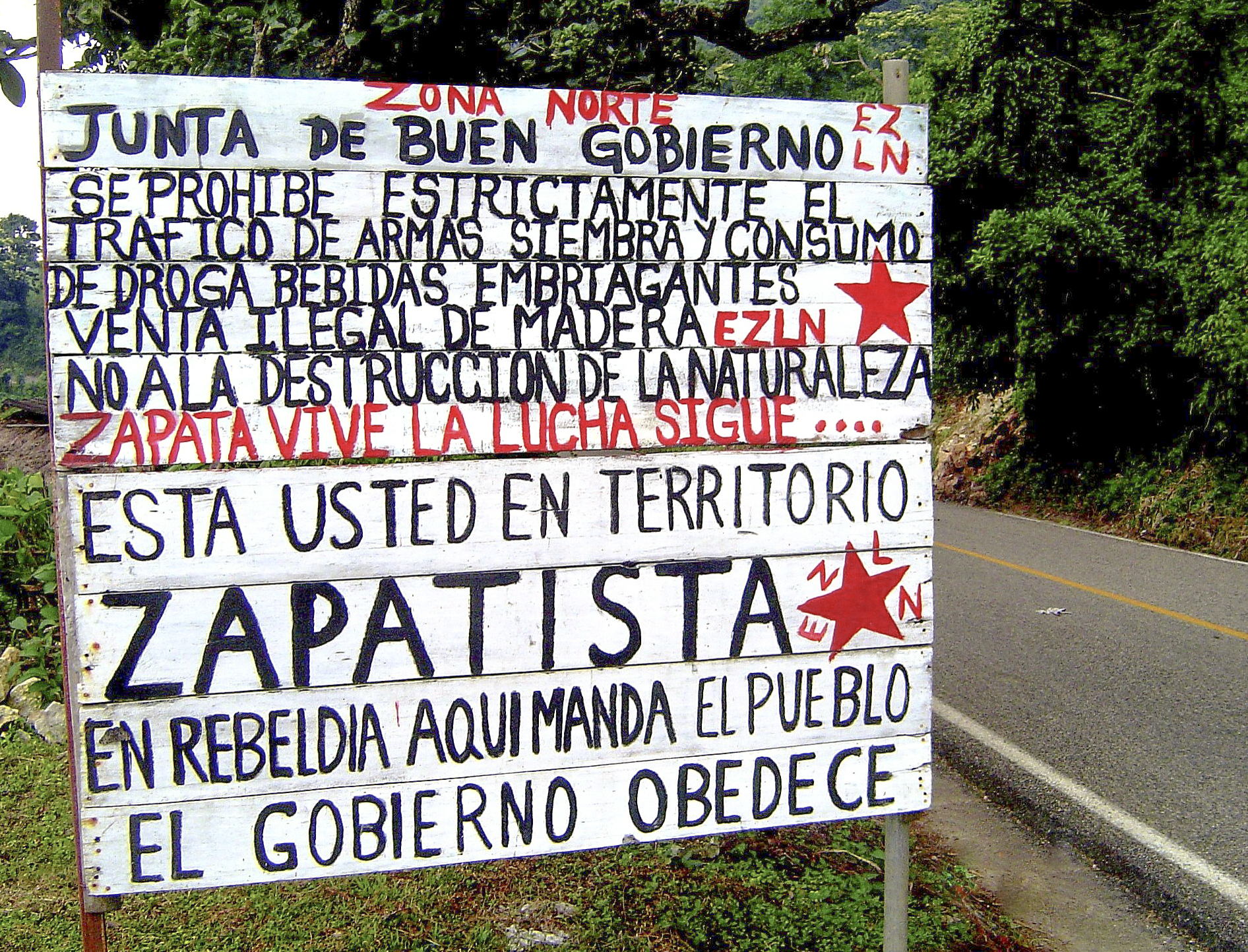
Letrero del Territorio Zapatista en Chiapas, México.

Tanto las autoridades de los MAREZ como las de la JBG trabajaban sin recibir sueldo. Cada MAREZ en sus asambleas elegía a sus representantes para la JBG. Éste podía ser sustituidos si no cumplía con el mandato de las comunidades.
A nivel local, la gente asiste a una asamblea popular de alrededor de 300 familias en la que cualquier persona mayor de 12 años puede participar en la toma de decisiones. Estas asambleas se esfuerzan por llegar a un consenso, pero están dispuestas a recurrir a un voto mayoritario. Las comunidades forman una federación con otras comunidades para crear un municipio autónomo, que forman más federaciones con otros municipios para crear una región. Los zapatistas están compuestos por cinco regiones, en total con una población de alrededor de 360.000 personas a partir de 2018.
Cada comunidad tiene 3 estructuras administrativas principales: (1) el "comisariado", a cargo de la administración diaria; (2) el "consejo de control de la tierra", que se ocupa de la silvicultura y las disputas con las comunidades vecinas; y (3) la "agencia", una agencia de policía comunitaria.

## Economía
La economía zapatista se compone principalmente de cooperativas de trabajadores, granjas familiares y tiendas comunitarias con los consejos de buen gobierno que brindan préstamos a bajo interés, educación gratuita, estaciones de radio y atención médica a las comunidades. La economía es en gran medida autosuficiente y agrícola, y produce principalmente  maíz, frijol, café, plátano, azúcar, ganado, pollo, cerdo y ropa en cooperativas. Las comunidades han abolido la propiedad privada (pero no personal) de la propiedad e instituido un sistema de propiedad común de la tierra, y venden más de $ 44 millones en bienes a mercados internacionales cada año. Dada la propiedad colectiva de la tierra y el sistema de democracia participativa, el hambre y la violencia son extremadamente bajas en comparación con otras comunidades mexicanas empobrecidas.

## Servicios Públicos

### Educación
Los zapatistas dirigen cientos de escuelas con miles de maestros modelados en torno a los principios de educación democrática donde los estudiantes y las comunidades deciden colectivamente sobre el plan de estudios escolar y los estudiantes no son calificados.

### Sistema de Salud
Los zapatistas mantienen un servicio de asistencia sanitaria universal de alta calidad que se proporciona de forma gratuita. Sin embargo, los medicamentos aún deben pagarse para cubrir los costos de reposición.
Los habitantes de las comunidades zapatistas creen que sus servicios de salud están mejor dotados de personal, equipados y menos racistas hacia los indígenas que la mayoría de los servicios en Chiapas. También trabaja con los hospitales circundantes y recibe gratuitamente a pacientes de otras comunidades que necesitan utilizar las instalaciones médicas que solo los zapatistas tienen. Desde 1994, los zapatistas han construido 2 nuevos hospitales y 18 clínicas de salud en la región para aumentar el bienestar de las comunidades. Un estudio de 2014 indica los siguientes logros en la salud zapatista:
- En 2005, el 84,2% de los niños zapatistas estaban completamente vacunados, mientras que esa cifra se situó en el 74,8% en las comunidades oficialistas.[23]
- En 2010, el 63% de todas las mujeres embarazadas pudo recibir asistencia médica en las comunidades zapatistas, mientras que solo el 35% de los embarazos son debidamente asistidos en las comunidades no zapatistas.
- En 2010, el 74% de las comunidades zapatistas tenían acceso a servicios sanitarios en sus hogares. El 54% de las comunidades progubernamentales tenían acceso a servicios sanitarios en sus hogares.
- En 2013, el 32% de los habitantes zapatistas padecen TB, mientras que en porciones más grandes de comunidades progubernamentales, el 84% continúa padeciendo TB.
- Los exámenes de detección de cáncer y los exámenes de salud sexual se realizan con más frecuencia que antes de la revolución.
- En las regiones donde anteriormente había tasas significativamente altas de muerte durante el parto, ahora ha habido un período de ocho años o más en el que no se han registrado muertes maternas.
- La erradicación tanto de la fabricación como del consumo de alcohol, directamente relacionada con la reducción de muchas enfermedades e infecciones como úlceras, cirrosis, desnutrición y heridas quirúrgicas.[24]

Según un relato de Oventic de 2016:
En Oventic, había una clínica médica pequeña pero aparentemente en pleno funcionamiento, que parecía ofrecer atención médica básica. Un letrero en la puerta decía que las consultas generales, ginecología, optometría y servicios de laboratorio estaban disponibles cinco días a la semana. Los servicios de emergencia estaban disponibles las 24 horas, los siete días de la semana. Parecían tener una nueva y reluciente ambulancia a su disposición. Otros servicios ofrecidos algunos días a la semana incluían odontología y ecografías.

### Agua
Muchas comunidades zapatistas se encuentran en áreas rurales con poco acceso a agua corriente. Se han emprendido proyectos para abastecer de agua dulce a las comunidades zapatistas. En un caso particular, Roberto Arenas, pequeña comunidad de Tzeltal, construyó su propio servicio de agua con la ayuda de activistas solidarios. Estos proyectos se coordinan democráticamente. Un relato de Ramor Ryan señaló:
El comité de buen gobierno del municipio autónomo deriva el caso a su comisión de agua electa y se sopesan las opciones. La comisión consulta a varias partes, incluido el comandante local del EZLN y los miembros del comité clandestino, y así, al final, después de que el tema se ha discutido en torno a lo que parece ser la mitad de los habitantes de esta región en particular.
de la selva, se notifica a la comunidad de Roberto Arenas sobre la elegibilidad de su solicitud. Es un proceso similar a lo que ocurre en cualquier parte del mundo a nivel de consejo local, excepto por una diferencia significativa: las autoridades estatales no tienen participación alguna; este es un proceso autónomo supervisado por la gente de las comunidades. No hay separación entre quién se gobierna y quién gobierna: son uno y lo mismo.
Ryan describió el proceso para terminar el proyecto de agua:
Estamos haciendo muchos pequeños detalles, afinando esto y aquello. Ayudar a la gente a construir sus grifos familiares, cavar aquí y allá, probar la presión, apretar válvulas. Un grupo de mujeres se reúne durante la mañana para montar una grifería para la zona de lavado colectivo de ropa. Destinamos un saco de cemento, el último, para la posterior construcción de un gran lavabo de hormigón. El día está marcado por pequeños momentos de crisis: personas que se acercan y dicen que el agua no llega a su casa, pero generalmente es solo una tubería bloqueada o una conexión defectuosa. Realmente, el sistema es casi impecable y funciona perfectamente bien; ha sido un proyecto ejemplar.

## Protección Medioambiental
Los zapatistas han asumido muchos proyectos para proteger y restaurar los ecosistemas dañados de la Selva Lacandona, incluida la prohibición de fertilizantes químicos y pesticidas, así como la resistencia a la extracción de petróleo y metales a través de la minería. Según una persona que se quedó en la localidad de Oventic en 2016:
Hubo también algo más, algo que me tomó mucho tiempo poner el dedo en la llaga. Entonces finalmente me di cuenta: no había basura; ni siquiera una envoltura de barra de chocolate perdida.
Los zapatistas también se han embarcado en esfuerzos de apicultura y reforestación, habiendo plantado más de 30,000 árboles para proteger las fuentes de agua (especialmente importante dada la creciente escasez de agua en Chiapas), revertir la deforestación en las selvas tropicales y proporcionar fuentes de alimentos, combustible y material de construcción. Los apicultores tienen como objetivo revertir gran parte del colapso de la población de abejas y producir miel para la alimentación, regeneración ecológica y velas.
Varios autores eco-socialistas y Anarquistas verdes han elogiado los esfuerzos de los zapatistas para construir una sociedad ecológica. Sin embargo, los zapatistas también han sido fuertemente criticados tanto por los ambientalistas como por los indígenas mayas lacandones por permitir y fomentar la tala, la agricultura y la construcción de asentamientos en áreas protegidas de la selva lacandona.

## Feminismo
Los zapatistas están fuertemente afiliados al feminismo y la política pro-queer. La Ley Revolucionaria de la Mujer, redactada por la Comandanta Ramona, establece que:
Primero: Las mujeres, independientemente de su raza, credo, color o afiliación política, tienen derecho a participar en la lucha revolucionaria de una manera determinada por su deseo y capacidad.
Segundo: las mujeres tienen derecho a trabajar y a recibir un salario justo.
Tercero: Las mujeres tienen derecho a decidir el número de hijos que tendrán y que cuidarán.
Cuarto: Las mujeres tienen derecho a participar en los asuntos de la comunidad y ocupar cargos de autoridad si son elegidas libre y democráticamente.
Quinto: Las mujeres y sus hijos tienen derecho a la atención primaria en materia de salud y nutrición.
Sexto: Las mujeres tienen derecho a la educación.
Séptimo: Las mujeres tienen derecho a elegir a su pareja y no deben ser obligadas a contraer matrimonio.
Octavo: Las mujeres no serán golpeadas ni maltratadas físicamente por sus familiares o desconocidos. La violación y el intento de violación serán severamente castigados.
Noveno: Las mujeres podrán ocupar puestos de dirección en la organización y ocupar rangos militares en las fuerzas armadas revolucionarias.

Décimo: Las mujeres tendrán todos los derechos y obligaciones establecidos en las Leyes y Reglamentos Revolucionarios.
En 2018, las zapatistas acogieron un festival feminista, el cual fue calificado como "no solo una oportunidad para crear redes educativas o profesionales, sino también un espacio para considerar la salud y el bienestar de la mujer en la lucha por la justicia". desde talleres, paneles de discusión y proyecciones de películas hasta representaciones teatrales, exposiciones de arte y eventos deportivos, incluidos partidos de baloncesto y fútbol. Los temas incluyeron violencia de género, autodefensa, cuidado personal, sexismo en los medios de comunicación, derechos sexuales, salud y educación, la misoginia y la infancia, la discriminación de las comunidades indígenas LGBTQ, las defensoras de los derechos ambientales y la descolonización. Todas las actividades fueron lideradas y realizadas por mujeres, y todas ellas tenían como objetivo generar conciencia sobre la desigualdad de género o restaurar la autoconfianza de las mujeres y autonomía."

## Afiliación Política
Los neozapatistas no proclaman adhesión a una ideología política específica más allá de la política de izquierda. Sin embargo, el funcionamiento del MAREZ lo distinguió programáticamente de la izquierda tradicional, reivindicando el "indigenismo" de inspiración zapatista y magonista - con contribuciones del socialismo libertario, marxismo, y anarquismo. Algunos autores también trazan paralelismos entre neozapatismo y autonomismo, mientras que otros argumentan que puede definirse mejor como semi-anarquista.

## Criticismo
Los zapatistas han enfrentado críticas de varios socialistas y anarquistas. Los anarquistas han argumentado que las comunidades zapatistas no se han esforzado lo suficiente para abolir completamente las prácticas capitalistas de trabajo asalariado, renta e inversión multinacional de sus comunidades[cita requerida], mientras que posturas de izquierda han criticado a los zapatistas por no centralizar lo suficiente su poder y explotar sus recursos naturales para financiar programas sociales en sus comunidades y patrocinar la actividad revolucionaria en todo México. Algunos ecoanarquistas han criticado a las comunidades por no llevar un estilo de vida completamente vegetariano, seguir productos a base de plástico de manera frcuente y deforestar la jungla circundante para criar ganado.

## Desaparición
A principios de noviembre de 2023, un comunicado firmado por el Subcomandante Moisés anunció la disolución de los Municipios Autónomos Rebeldes Zapatistas, junto con sus Consejos de Buen Gobierno. El anuncio declaraba que, con efecto inmediato, todos los puestos y documentos relacionados con los MAREZ se considerarían inválidos. El comunicado aclara que los Caracoles (centros comunitarios zapatistas) seguirán brindando sus servicios a los lugareños, pero estarán "cerrados a los forasteros".
Aunque no especificó los motivos de la disolución, Moisés citó la creciente violencia de los cárteles a lo largo de la Frontera Guatemala-México, donde se encuentran muchos de sus municipios. El estado de Chiapas ya venía experimentando un aumento del tráfico de personas, narcotráfico y un conflicto abierto entre el Cártel de Sinaloa y el Cártel Jalisco Nueva Generación. En septiembre de 2021, el EZLN describió la situación en el estado como una "guerra civil". Los zapatistas informaron que los cárteles, a los que vinculaban con el gobierno mexicano, habían llevado a cabo "bloqueos de carreteras, robos, secuestros, extorsiones, reclutamiento forzado [y] tiroteos" en la región. El comunicado calificó a las ciudades de Chiapas como en "completo caos". y que muchos (incluidos San Cristóbal de las Casas, Comitán, Las Margaritas y Palenque) estaban controlados por los cárteles. También informaron que el Ejército mexicano y la Guardia Nacional (México), que habían desplegado miles de tropas en la región, no habían combatido la violencia criminal; afirmaron que las tropas del estado mexicano sólo estaban allí para impedir la inmigración ilegal a Estados Unidos.
Según el comunicado, la decisión de disolver los MAREZ había sido discutida durante meses antes del anuncio. Se ha especulado que la decisión se tomó debido a las próximas elecciones generales mexicanas de 2024. Según el antropólogo mexicano Gaspar Morquecho, los zapatistas también se habían "aislado cada vez más", cortando vínculos con otras organizaciones. Morquecho afirmó que esto había provocado que muchos miembros de la generación más joven abandonaran los municipios zapatistas en busca de trabajo o educación.
Moisés prometió que en futuras declaraciones se aclararán los motivos de la decisión, así como detalles sobre la reestructuración de la "autonomía zapatista". El comunicado también manifestó la intención de los zapatistas de celebrar el 30 aniversario de su levantamiento, invitando a la gente a asistir, al tiempo que advirtió que Chiapas ya no era seguro.